# Севастопольская улица (Саранск)
Севасто́польская у́лица — улица в Октябрьском районе города Саранска.

## История
Ранее называлась Садовая. Переименована 26 мая 1959 года в честь города-героя Севастополя. Улица длинная, идёт с севера на юг до Волгоградской. Раньше строились индивидуальные бревенчатые дома. В связи с капитальной перестройкой Посопа претерпела изменения.
В годы XI пятилетки на участке от ул. Сущинского до проспекта 70 лет Октября по восточной стороне выстроены девятиэтажные современные жилые дома. В 1985 году открылся двухэтажный продуктовый магазин. Имеются другие магазины, столовая. В 1984 году построена школа № 36. В ней открыт Музей боевой славы, посвященный воинам Сегедского Краснознаменного орденов Суворова и А. Невского танкового полка. Инициатор создания музея — майор в отставке ветеран этого полка Владимир Павлович Колосов.

## Инфраструктура
На улице Севастопольская расположен первый в городе гипермаркет «Магнит».

## Транспорт
- Автобус: маршруты №№ 5, 7, 13э, 17, 23, 31э, 36
- Маршрутное такси: маршруты №№ 15, 37, 38, 40[2]